# Rue Pagan
La rue Pagan est une rue de Nantes, en France.

## Situation et accès
Située dans le centre-ville de Nantes, dans la partie orientale de l'ancienne île Feydeau, la rue Pagan est pavée et piétonne. Elle débute rue Bon-Secours pour aboutir rue des Poissonniers. Elle ne rencontre aucune autre voie.

## Origine du nom
La rue rend hommage à Blaise François Pagan (1604-1665), ingénieur militaire et maréchal de camp, qui fut théoricien de la fortification.

## Historique
Les immeubles bordant la voie étaient en si mauvais état en l'an IV (1795-1796), qu'une décision de justice en ordonne la démolition : « Le sol y est entièrement bas, les issues ne consistent que dans de petites ruelles sans aucun accès à la rivière, les immondices s'y accumulent, et l'air en est complètement vicié ».
Les mêmes constatations seront faites en 1856.